# Suisse aux Jeux olympiques d'hiver de 1980
Cet article contient des informations sur la participation et les résultats de la Suisse aux Jeux olympiques d'hiver de 1980 au Lake Placid aux États-Unis. Elle était représentée par 44 athlètes. Ils ont remporté cinq médailles : une d'or, une d'argent et trois de bronze, ce qui place la Suisse aux 10e rang au tableau des médailles.

## Médailles
| Médaille                            | Nom                                                  | Sport     | Compétition         |
| ----------------------------------- | ---------------------------------------------------- | --------- | ------------------- |
| Médaille d'or, Jeux olympiques      | Joseph Benz Erich Schärer                            | Bobsleigh | Bob à deux hommes   |
| Médaille d'argent, Jeux olympiques  | Ulrich Bächli Joseph Benz Rudolf Marti Erich Schärer | Bobsleigh | Bob à quatre hommes |
| Médaille de bronze, Jeux olympiques | Erika Hess                                           | Ski alpin | Slalom femmes       |
| Médaille de bronze, Jeux olympiques | Jacques Lüthy                                        | Ski alpin | Slalom hommes       |
| Médaille de bronze, Jeux olympiques | Marie-Theres Nadig                                   | Ski alpin | Descente femmes     |